# Cover Flow
Cover Flow é uma interface gráfica do usuário tridimensional para navegação em bibliotecas digitais de música através da arte da capa dos álbuns. Foi criada por Jonathan del Strother, colaborador independente do Macintosh.
O Cover Flow foi comprado pela Apple Inc. e integrado ao seu software tocador de mídia/jukebox iTunes. O iTunes incorporou o Cover Flow a partir da versão 7.0, lançada em 12 de setembro de 2006 no evento em que foram anunciadas a segunda geração dos iPod shuffle e a Apple TV.
Em 9 de janeiro de 2007, a Apple anuncia que o Cover Flow estaria disponível no iPhone e, mais tarde, em 11 de junho do mesmo ano, anuncia a disponibilidade também no Finder. O Cover Flow passou a integrar a linha iPod nos modelos classic, nano e touch segundo anúncio da empresa dado em conferência em 5 de setembro de 2007.
No dia 1º de dezembro de 2012, sem qualquer explicação, a apple resolve retirar o recurso "Cover Flow" do recém lançado iTunes 11. Com essa medida, a empresa reitera sua nova política com os consumidores, assumida desde o falecimento de Steve Jobs em 2011: alheia à opinião pública, alheia à opinião de seu público cativo.